# Son Mi-na
Son Mi-na, född 8 oktober 1964, är en sydkoreansk handbollsspelare. Hon var med och tog OS-silver 1984 i Los Angeles och därefter OS-guld 1988 i Seoul.